# Premiership Rugby (2002/2003)
English Premiership 2002/2003 – szesnasta edycja Premiership, najwyższego poziomu rozgrywek w rugby union w Anglii. Organizowane przez Rugby Football Union zawody odbyły się w dniach 30 sierpnia 2002 – 31 maja 2003 roku, a tytułu bronił zespół Leicester Tigers.
Rozgrywki toczyły się w pierwszej fazie systemem ligowym w okresie jesień-wiosna, najlepszy po sezonie zasadniczym zespół awansował bezpośrednio do finału, dwa kolejne zmierzyły się w meczu półfinałowym o drugie w nim miejsce. Tytuł mistrzowski zdobył zespół London Wasps.

## Faza grupowa
| 30 sierpnia 200219:45 | Sale Sharks                                     | 24:21 | Northampton Saints                                                | Heywood Road, Sale Widzów: 5313 Sędzia: Steve Leyshon |
| 30 sierpnia 200219:45 | Charlie Hodgson 21 (dg 6K) Jos Baxendell 3 (dg) | 24:21 | Ben Cohen 5 (P) Oriol Ripol Fortuny 5 (P) Paul Grayson 11 (pd 3K) | Heywood Road, Sale Widzów: 5313 Sędzia: Steve Leyshon |
| 30 sierpnia 200219:45 | Dan Harris · Stuart Pinkerton                   | 24:21 | Chris Budgen · Robbie Morris                                      | Heywood Road, Sale Widzów: 5313 Sędzia: Steve Leyshon |

| 31 sierpnia 200214:00 | Leeds Tykes                                                                | 26:13 | Leicester Tigers                           | Headingley Rugby Stadium, Headingley Widzów: 4301 Sędzia: Chris White |
| 31 sierpnia 200214:00 | Braam van Straaten 2 (pd) Dan Scarbrough 10 (2P) Gordon Ross 14 (pd dg 3K) | 26:13 | Austin Healey 5 (P) Tim Stimpson 8 (pd 2K) | Headingley Rugby Stadium, Headingley Widzów: 4301 Sędzia: Chris White |
| 31 sierpnia 200214:00 | Dan Hyde                                                                   | 26:13 | Ben Kay                                    | Headingley Rugby Stadium, Headingley Widzów: 4301 Sędzia: Chris White |

| 31 sierpnia 200215:00 | Harlequins                                | 19:25 | Gloucester                                                                                                 | Twickenham Stoop, Londyn Widzów: 7015 Sędzia: Steve Lander |
| 31 sierpnia 200215:00 | Matt Moore 5 (P) Paul Burke 14 (pd dg 3K) | 19:25 | Henry Paul 8 (pd 2K) Junior Paramore 5 (P) Ludovic Mercier 2 (pd) Marcel Garvey 5 (P) Trevor Woodman 5 (P) | Twickenham Stoop, Londyn Widzów: 7015 Sędzia: Steve Lander |
| 31 sierpnia 200215:00 | Mark Cornwell                             | 19:25 | | Twickenham Stoop, Londyn Widzów: 7015 Sędzia: Steve Lander |

| 1 września 200214:30 | Newcastle Falcons       | 24:17 | London Wasps                                            | Kingston Park, Newcastle upon Tyne Widzów: 5263 Sędzia: Robin Goodliffe |
| 1 września 200214:30 | Jonny Wilkinson 24 (8K) | 24:17 | Alex King 7 (2pd K) Josh Lewsey 5 (P) Mark Denney 5 (P) | Kingston Park, Newcastle upon Tyne Widzów: 5263 Sędzia: Robin Goodliffe |
| 1 września 200214:30 | Lawrence Dallaglio      | 24:17 |                                                         | Kingston Park, Newcastle upon Tyne Widzów: 5263 Sędzia: Robin Goodliffe |

| 1 września 200215:00 | Bristol Shoguns                                                   | 30:45 | Saracens                                                                                               | Memorial Stadium, Bristol Widzów: 4761 Sędzia: Nigel Whitehouse |
| 1 września 200215:00 | David Rees 5 (P) Felipe Contepomi 8 (P dg) Shane Drahm 17 (pd 5K) | 30:45 | Andy Goode 20 (P 3pd dg 2K) Darragh O’Mahony 10 (2P) Thomas Castaignede 10 (P pd K) Tom Shanklin 5 (P) | Memorial Stadium, Bristol Widzów: 4761 Sędzia: Nigel Whitehouse |
| 1 września 200215:00 | Ben Johnston · Craig Yandell                                      | 30:45 | | Memorial Stadium, Bristol Widzów: 4761 Sędzia: Nigel Whitehouse |

| 1 września 200215:00 | London Irish                | 22:24 | Bath                                     | Madejski Stadium, Reading Widzów: 9203 Sędzia: Roy Maybank |
| 1 września 200215:00 | Barry Everitt 17 (pd dg 4K) | 22:24 | Chris Malone 3 (dg) Olly Barkley 21 (7K) | Madejski Stadium, Reading Widzów: 9203 Sędzia: Roy Maybank |
| 1 września 200215:00 | Rob Hoadley                 | 22:24 | Jonathan Humphreys · Simon Emms          | Madejski Stadium, Reading Widzów: 9203 Sędzia: Roy Maybank |

| 7 września 200214:00 | Northampton Saints                                                  | 31:13 | Newcastle Falcons                             | Franklin’s Gardens, Northampton Widzów: 10213 Sędzia: Steve Lander |
| 7 września 200214:00 | John Leslie 5 (P) Jon Sleightholme 5 (P) Paul Grayson 21 (P 2pd 4K) | 31:13 | Jonny Wilkinson 8 (pd 2K) Stuart Grimes 5 (P) | Franklin’s Gardens, Northampton Widzów: 10213 Sędzia: Steve Lander |

| 7 września 200215:00 | Gloucester | 44:8 | Sale Sharks                            | Kingsholm Stadium, Gloucester Widzów: 9544 Sędzia: Dave Pearson |
| 7 września 200215:00 | Henry Paul 5 (P) Jake Boer 5 (P) James Forrester 10 (2P) Ludovic Mercier 14 (4pd 2K) Thinus Delport 5 (P) Tom Beim 5 (P) | 44:8 | Charlie Hodgson 3 (K) Mark Cueto 5 (P) | Kingsholm Stadium, Gloucester Widzów: 9544 Sędzia: Dave Pearson |

| 7 września 200215:00 | Leicester Tigers                                                                  | 30:6 | Harlequins          | Welford Road, Leicester Widzów: 15387 Sędzia: Nigel Williams |
| 7 września 200215:00 | Jamie Hamilton 5 (P) Neil Back 5 (P) Steve Booth 5 (P) Tim Stimpson 15 (P 2pd 2K) | 30:6 | David Slemen 6 (2K) | Welford Road, Leicester Widzów: 15387 Sędzia: Nigel Williams |

| 8 września 200214:30 | Leeds Tykes                                                     | 41:16 | London Irish                                 | Headingley Rugby Stadium, Headingley Widzów: 3190 Sędzia: Robin Goodliffe |
| 8 września 200214:30 | Braam van Straaten 31 (2pd 9K) Dan Hyde 5 (P) Gordon Ross 5 (P) | 41:16 | Barry Everitt 11 (pd 3K) Michael Horak 5 (P) | Headingley Rugby Stadium, Headingley Widzów: 3190 Sędzia: Robin Goodliffe |

| 8 września 200215:00 | London Wasps                                                                          | 38:35 | Bristol Shoguns                               | Adams Park, High Wycombe Widzów: 7171 Sędzia: Roy Maybank |
| 8 września 200215:00 | Alex King 18 (3pd 4K) Lawrence Dallaglio 5 (P) Stuart Abbott 5 (P) Trevor Leota 5 (P) | 38:35 | Felipe Contepomi 30 (P 2pd 7K) Lee Best 5 (P) | Adams Park, High Wycombe Widzów: 7171 Sędzia: Roy Maybank |
| 8 września 200215:00 | Mark Denney                                                                           | 38:35 | Lee Best                                      | Adams Park, High Wycombe Widzów: 7171 Sędzia: Roy Maybank |

| 8 września 200215:00 | Saracens                                                                                            | 28:3 | Bath               | Vicarage Road, Watford Widzów: 10068 Sędzia: Steve Leyshon |
| 8 września 200215:00 | Andy Goode 11 (pd 3K) Ben Russell 5 (P) Joe Ross 5 (P) Nicky Little 2 (pd) Thomas Castaignede 5 (P) | 28:3 | Olly Barkley 3 (K) | Vicarage Road, Watford Widzów: 10068 Sędzia: Steve Leyshon |
| 8 września 200215:00 | Olly Barkley · Danny Grewcock                                                                       | 28:3 |                    | Vicarage Road, Watford Widzów: 10068 Sędzia: Steve Leyshon |

| 13 września 200219:45 | Sale Sharks                                                     | 29:16 | Leicester Tigers                                              | Heywood Road, Sale Widzów: 5678 Sędzia: Tony Spreadbury |
| 13 września 200219:45 | Charlie Hodgson 19 (2pd 5K) Chris Jones 5 (P) Nick Walshe 5 (P) | 29:16 | Austin Healey 3 (dg) Harry Ellis 5 (P) Tim Stimpson 8 (pd 2K) | Heywood Road, Sale Widzów: 5678 Sędzia: Tony Spreadbury |
| 13 września 200219:45 | Andy Titterrell                                                 | 29:16 | Martin Corry                                                  | Heywood Road, Sale Widzów: 5678 Sędzia: Tony Spreadbury |

| 14 września 200214:00 | Bath                                                      | 27:27 | London Wasps                                | The Recreation Ground, Bath Widzów: 8200 Sędzia: Nigel Whitehouse |
| 14 września 200214:00 | Chris Malone 17 (pd 5K) Dan Lyle 5 (P) Mike Tindall 5 (P) | 27:27 | Alex King 12 (3pd dg K) Josh Lewsey 10 (2P) | The Recreation Ground, Bath Widzów: 8200 Sędzia: Nigel Whitehouse |
| 14 września 200214:00 | Dan Lyle                                                  | 27:27 |                                             | The Recreation Ground, Bath Widzów: 8200 Sędzia: Nigel Whitehouse |

| 14 września 200215:00 | Harlequins                                                          | 23:33 | Leeds Tykes                                                                | Twickenham Stoop, Londyn Widzów: 5352 Sędzia: Rob Dickson |
| 14 września 200215:00 | Paul Burke 13 (2pd dg 2K) Viliame Satala 5 (P) Will Greenwood 5 (P) | 23:33 | Braam van Straaten 18 (3pd 4K) Cameron Mather 5 (P) Dan Scarbrough 10 (2P) | Twickenham Stoop, Londyn Widzów: 5352 Sędzia: Rob Dickson |

| 15 września 200214:30 | Newcastle Falcons                           | 19:22 | Gloucester                                                        | Kingston Park, Newcastle upon Tyne Widzów: 5304 Sędzia: Roy Maybank |
| 15 września 200214:30 | Epi Taione 5 (P) Jonny Wilkinson 14 (pd 4K) | 19:22 | Henry Paul 9 (3K) Junior Paramore 5 (P) Ludovic Mercier 8 (pd 2K) | Kingston Park, Newcastle upon Tyne Widzów: 5304 Sędzia: Roy Maybank |
| 15 września 200214:30 | Hugh Vyvyan                                 | 19:22 | Patrice Collazo                                                   | Kingston Park, Newcastle upon Tyne Widzów: 5304 Sędzia: Roy Maybank |

| 15 września 200215:00 | Bristol Shoguns                                                         | 28:36 | Northampton Saints                                                              | Memorial Stadium, Bristol Widzów: 4674 Sędzia: Ashley Rowden |
| 15 września 200215:00 | Brendon Daniel 5 (P) Felipe Contepomi 18 (P 2pd 3K) Garath Archer 5 (P) | 28:36 | Ben Cohen 5 (P) Budge Pountney 5 (P) John Leslie 5 (P) Paul Grayson 21 (3pd 5K) | Memorial Stadium, Bristol Widzów: 4674 Sędzia: Ashley Rowden |
| 15 września 200215:00 | Neil McCarthy                                                           | 28:36 | Mattie Stewart                                                                  | Memorial Stadium, Bristol Widzów: 4674 Sędzia: Ashley Rowden |

| 15 września 200215:00 | London Irish                                                                           | 32:10 | Saracens                                                 | Madejski Stadium, Reading Widzów: 7177 Sędzia: Chris White |
| 15 września 200215:00 | Barry Everitt 17 (P 3pd 2K) Kieron Dawson 5 (P) Paul Sackey 5 (P) Ryan Strudwick 5 (P) | 32:10 | Andy Goode 2 (pd) Kevin Sorrell 5 (P) Nicky Little 3 (K) | Madejski Stadium, Reading Widzów: 7177 Sędzia: Chris White |
| 15 września 200215:00 | Michael Horak                                                                          | 32:10 |                                                          | Madejski Stadium, Reading Widzów: 7177 Sędzia: Chris White |

| 20 września 200220:00 | Leeds Tykes                                                            | 29:29 | Sale Sharks                                                        | Headingley Rugby Stadium, Headingley Widzów: 5123 Sędzia: Paul Adams |
| 20 września 200220:00 | Braam van Straaten 19 (2pd 5K) Cameron Mather 5 (P) Chris Murphy 5 (P) | 29:29 | Charlie Hodgson 19 (2pd dg 4K) Mark Cueto 5 (P) Steve Hanley 5 (P) | Headingley Rugby Stadium, Headingley Widzów: 5123 Sędzia: Paul Adams |
| 20 września 200220:00 | Diego Albanese                                                         | 29:29 |                                                                    | Headingley Rugby Stadium, Headingley Widzów: 5123 Sędzia: Paul Adams |

| 21 września 200214:00 | Gloucester                                                                                | 45:18 | Bristol Shoguns                                                     | Kingsholm Stadium, Gloucester Widzów: 10117 Sędzia: Tony Spreadbury |
| 21 września 200214:00 | Jake Boer 5 (P) Junior Paramore 5 (P) Ludovic Mercier 20 (P 3pd 3K) Marcel Garvey 15 (3P) | 45:18 | Brendon Daniel 5 (P) Felipe Contepomi 8 (pd 2K) Garath Archer 5 (P) | Kingsholm Stadium, Gloucester Widzów: 10117 Sędzia: Tony Spreadbury |

| 21 września 200215:00 | Leicester Tigers                                                                                    | 52:9 | Newcastle Falcons      | Welford Road, Leicester Widzów: 15656 Sędzia: Steve Leyshon |
| 21 września 200215:00 | Graham Rowntree 5 (P) Neil Back 5 (P) Ollie Smith 5 (P) Rod Kafer 5 (P) Tim Stimpson 32 (4pd dg 7K) | 52:9 | Jonny Wilkinson 9 (3K) | Welford Road, Leicester Widzów: 15656 Sędzia: Steve Leyshon |
| 21 września 200215:00 | Franck Tournaire                                                                                    | 52:9 | Richard Arnold         | Welford Road, Leicester Widzów: 15656 Sędzia: Steve Leyshon |

| 21 września 200215:00 | Harlequins                                                                                         | 29:19 | London Irish                                  | Twickenham Stoop, Londyn Widzów: 7223 Sędzia: Dave Pearson |
| 21 września 200215:00 | Ben Gollings 5 (P) David Slemen 5 (pd dg) Matt Moore 5 (P) Nick Greenstock 5 (P) Paul Burke 9 (3K) | 29:19 | Barry Everitt 14 (pd 4K) Pieter Rossouw 5 (P) | Twickenham Stoop, Londyn Widzów: 7223 Sędzia: Dave Pearson |

| 21 września 200215:00 | Northampton Saints                                                                     | 24:3 | Bath               | Franklin’s Gardens, Northampton Widzów: 9560 Sędzia: David McHugh |
| 21 września 200215:00 | Ben Cohen 5 (P) Oriol Ripol Fortuny 5 (P) Paul Grayson 4 (2pd) Peter Jorgensen 10 (2P) | 24:3 | Olly Barkley 3 (K) | Franklin’s Gardens, Northampton Widzów: 9560 Sędzia: David McHugh |
| 21 września 200215:00 | Robbie Morris                                                                          | 24:3 | Mike Tindall       | Franklin’s Gardens, Northampton Widzów: 9560 Sędzia: David McHugh |

| 22 września 200215:00 | London Wasps | 51:23 | Saracens                                                         | Adams Park, High Wycombe Widzów: 8512 Sędzia: Ashley Rowden |
| 22 września 200215:00 | Alex King 17 (pd 5K) Craig Dowd 10 (2P) John Rudd 5 (P) Josh Lewsey 5 (P) Kenny Logan 5 (pd K) Lawrence Dallaglio 5 (P) Mark van Gisbergen 4 (2pd) | 51:23 | Andy Goode 13 (2pd 3K) Johnny Marsters 5 (P) Kevin Sorrell 5 (P) | Adams Park, High Wycombe Widzów: 8512 Sędzia: Ashley Rowden |
| 22 września 200215:00 | Martyn Wood | 51:23 | Ryan Peacey                                                      | Adams Park, High Wycombe Widzów: 8512 Sędzia: Ashley Rowden |

| 27 września 200219:45 | Sale Sharks                                      | 20:16 | Harlequins                                                                        | Heywood Road, Sale Widzów: 5613 Sędzia: Tony Spreadbury |
| 27 września 200219:45 | Charlie Hodgson 15 (P 2pd dg K) Mark Cueto 5 (P) | 20:16 | David Slemen 3 (K) Luke Sherriff 5 (P) Nathan Williams 3 (dg) Pat Sanderson 5 (P) | Heywood Road, Sale Widzów: 5613 Sędzia: Tony Spreadbury |
| 27 września 200219:45 | Ace Tiatia                                       | 20:16 |                                                                                   | Heywood Road, Sale Widzów: 5613 Sędzia: Tony Spreadbury |

| 28 września 200214:00 | Saracens                                      | 31:19 | Northampton Saints                         | Vicarage Road, Watford Widzów: 6289 Sędzia: Andy Ireland |
| 28 września 200214:00 | Andy Goode 26 (pd 2dg 6K) Stuart Hooper 5 (P) | 31:19 | Nick Beal 5 (P) Paul Grayson 14 (pd dg 3K) | Vicarage Road, Watford Widzów: 6289 Sędzia: Andy Ireland |
| 28 września 200214:00 | Craig Yandell · Johnny Marsters               | 31:19 |                                            | Vicarage Road, Watford Widzów: 6289 Sędzia: Andy Ireland |

| 28 września 200214:15 | Bath                                     | 21:21 | Gloucester                                                          | The Recreation Ground, Bath Widzów: 8200 Sędzia: Steve Leyshon |
| 28 września 200214:15 | Chris Malone 3 (dg) Olly Barkley 18 (6K) | 21:21 | Henry Paul 10 (P pd K) James Forrester 5 (P) Ludovic Mercier 6 (2K) | The Recreation Ground, Bath Widzów: 8200 Sędzia: Steve Leyshon |

| 29 września 200214:30 | Newcastle Falcons                                                                    | 27:20 | Leeds Tykes                                                             | Kingston Park, Newcastle upon Tyne Widzów: 5457 Sędzia: Dave Pearson |
| 29 września 200214:30 | Hall Charlton 5 (P) Jamie Noon 5 (P) Jonny Wilkinson 12 (3pd 2K) Stuart Grimes 5 (P) | 27:20 | Braam van Straaten 10 (2pd 2K) Dan Scarbrough 5 (P) George Harder 5 (P) | Kingston Park, Newcastle upon Tyne Widzów: 5457 Sędzia: Dave Pearson |

| 29 września 200215:00 | Bristol Shoguns                                     | 25:20 | Leicester Tigers                                           | Memorial Stadium, Bristol Widzów: 6237 Sędzia: Chris White |
| 29 września 200215:00 | Felipe Contepomi 20 (pd 6K) Phil Christophers 5 (P) | 25:20 | Harry Ellis 5 (P) Rod Kafer 5 (P) Tim Stimpson 10 (2pd 2K) | Memorial Stadium, Bristol Widzów: 6237 Sędzia: Chris White |
| 29 września 200215:00 | Daryl Gibson · Julian White                         | 25:20 | Darren Garforth · Lewis Moody                              | Memorial Stadium, Bristol Widzów: 6237 Sędzia: Chris White |

| 29 września 200215:00 | London Irish                                                    | 21:31 | London Wasps                                                                                 | Madejski Stadium, Reading Widzów: 9267 Sędzia: Alain Rolland |
| 29 września 200215:00 | Barry Everitt 6 (3pd) Declan Danaher 10 (2P) Mike Worsley 5 (P) | 21:31 | Alex King 11 (4pd K) Craig Dowd 5 (P) Paul Sampson 5 (P) Rob Howley 5 (P) Shane Roiser 5 (P) | Madejski Stadium, Reading Widzów: 9267 Sędzia: Alain Rolland |

| 5 października 200214:00 | Sale Sharks                                                                                          | 36:14 | London Irish                                                  | Heywood Road, Sale Widzów: 4514 Sędzia: Hugh Watkins |
| 5 października 200214:00 | Charlie Hodgson 16 (2pd dg 3K) Chris Jones 5 (P) Mark Cueto 5 (P) Mel Deane 5 (P) Steve Hanley 5 (P) | 36:14 | Barry Everitt 6 (dg K) Mark Mapletoft 3 (K) Paul Sackey 5 (P) | Heywood Road, Sale Widzów: 4514 Sędzia: Hugh Watkins |
| 5 października 200214:00 | James Cockle                                                                                         | 36:14 |                                                               | Heywood Road, Sale Widzów: 4514 Sędzia: Hugh Watkins |

| 5 października 200215:00 | Gloucester                                                                             | 44:14 | Saracens                                                | Kingsholm Stadium, Gloucester Widzów: 10439 Sędzia: Donal Courtney |
| 5 października 200215:00 | Jake Boer 5 (P) Ludovic Mercier 24 (P 5pd 3K) Olivier Azam 10 (2P) Terry Fanolua 5 (P) | 44:14 | Andy Goode 6 (2K) Ben Johnston 5 (P) Nicky Little 3 (K) | Kingsholm Stadium, Gloucester Widzów: 10439 Sędzia: Donal Courtney |
| 5 października 200215:00 | Andy Kershaw · Johnny Marsters                                                         | 44:14 |                                                         | Kingsholm Stadium, Gloucester Widzów: 10439 Sędzia: Donal Courtney |

| 5 października 200215:00 | Leicester Tigers                                                            | 22:20 | Bath                                                          | Welford Road, Leicester Widzów: 16811 Sędzia: Dave Pearson |
| 5 października 200215:00 | Dorian West 5 (P) Martin Corry 5 (P) Neil Back 5 (P) Tim Stimpson 7 (2pd K) | 22:20 | Kevin Maggs 5 (P) Mike Tindall 5 (P) Olly Barkley 10 (2pd 2K) | Welford Road, Leicester Widzów: 16811 Sędzia: Dave Pearson |
| 5 października 200215:00 | Austin Healey                                                               | 22:20 | James Scaysbrook · Mike Catt                                  | Welford Road, Leicester Widzów: 16811 Sędzia: Dave Pearson |

| 5 października 200215:00 | Harlequins | 47:23 | Newcastle Falcons                              | Twickenham Stoop, Londyn Widzów: 7923 Sędzia: Steve Leyshon |
| 5 października 200215:00 | Ben Gollings 2 (pd) David Slemen 11 (pd 3K) Laurent Gomez 5 (P) Nathan Williams 4 (2pd) Nick Duncombe 5 (P) Pat Sanderson 5 (P) Tani Fuga 5 (P) Tony Diprose 5 (P) Will Greenwood 5 (P) | 47:23 | Jamie Noon 5 (P) Jonny Wilkinson 18 (P 2pd 3K) | Twickenham Stoop, Londyn Widzów: 7923 Sędzia: Steve Leyshon |
| 5 października 200215:00 | Ace Tiatia | 47:23 | Hugh Vyvyan                                    | Twickenham Stoop, Londyn Widzów: 7923 Sędzia: Steve Leyshon |

| 5 października 200215:00 | Northampton Saints                                                                      | 34:20 | London Wasps                                              | Franklin’s Gardens, Northampton Widzów: 9888 Sędzia: Tony Spreadbury |
| 5 października 200215:00 | Jon Sleightholme 5 (P) Mark Connors 5 (P) Paul Grayson 19 (2pd 5K) Steve Williams 5 (P) | 34:20 | Alex King 10 (2pd 2K) Josh Lewsey 5 (P) Kenny Logan 5 (P) | Franklin’s Gardens, Northampton Widzów: 9888 Sędzia: Tony Spreadbury |
| 5 października 200215:00 | Steve Thompson                                                                          | 34:20 | Darren Molloy · Mark Denney                               | Franklin’s Gardens, Northampton Widzów: 9888 Sędzia: Tony Spreadbury |

| 6 października 200214:30 | Leeds Tykes                                                                            | 25:13 | Bristol Shoguns                             | Headingley Rugby Stadium, Headingley Widzów: 4420 Sędzia: Ashley Rowden |
| 6 października 200214:30 | Braam van Straaten 12 (4K) Dan Scarbrough 5 (P) Gordon Ross 3 (dg) Zak Feauʻnati 5 (P) | 25:13 | Alex Brown 5 (P) Felipe Contepomi 8 (pd 2K) | Headingley Rugby Stadium, Headingley Widzów: 4420 Sędzia: Ashley Rowden |
| 6 października 200214:30 | Cameron Mather · Mark Regan                                                            | 25:13 | Matt Salter                                 | Headingley Rugby Stadium, Headingley Widzów: 4420 Sędzia: Ashley Rowden |

| 26 października 200214:00 | London Wasps                                                                                     | 23:16 | Gloucester                                                     | Adams Park, High Wycombe Widzów: 8768 Sędzia: Nigel Williams |
| 26 października 200214:00 | Alex King 3 (K) Josh Lewsey 5 (P) Kenny Logan 5 (pd K) Mark van Gisbergen 5 (P) Simon Shaw 5 (P) | 23:16 | Henry Paul 3 (K) Ludovic Mercier 8 (pd 2K) Terry Fanolua 5 (P) | Adams Park, High Wycombe Widzów: 8768 Sędzia: Nigel Williams |
| 26 października 200214:00 | Lawrence Dallaglio · Simon Shaw                                                                  | 23:16 | Mark Cornwell · Adam Eustace                                   | Adams Park, High Wycombe Widzów: 8768 Sędzia: Nigel Williams |

| 26 października 200214:15 | Bath                                                           | 20:22 | Leeds Tykes                                    | The Recreation Ground, Bath Widzów: 8200 Sędzia: Chris White |
| 26 października 200214:15 | Matt Perry 5 (P) Olly Barkley 10 (P pd K) Simon Danielli 5 (P) | 20:22 | Braam van Straaten 17 (pd 5K) Tom Palmer 5 (P) | The Recreation Ground, Bath Widzów: 8200 Sędzia: Chris White |
| 26 października 200214:15 | Gareth Cooper                                                  | 20:22 |                                                | The Recreation Ground, Bath Widzów: 8200 Sędzia: Chris White |

| 27 października 200214:30 | Newcastle Falcons                                                                               | 31:20 | Sale Sharks                                  | Kingston Park, Newcastle upon Tyne Widzów: 4245 Sędzia: Ashley Rowden |
| 27 października 200214:30 | Hall Charlton 5 (P) Ian Peel 5 (P) Jamie Noon 5 (P) Jon Dunbar 5 (P) Jonny Wilkinson 11 (4pd K) | 31:20 | Nick Walshe 15 (P 2pd 2K) Steve Hanley 5 (P) | Kingston Park, Newcastle upon Tyne Widzów: 4245 Sędzia: Ashley Rowden |
| 27 października 200214:30 | Phil Davies                                                                                     | 31:20 |                                              | Kingston Park, Newcastle upon Tyne Widzów: 4245 Sędzia: Ashley Rowden |

| 27 października 200215:00 | London Irish          | 12:14 | Northampton Saints                  | Madejski Stadium, Reading Widzów: 7579 Sędzia: Steve Leyshon |
| 27 października 200215:00 | Barry Everitt 12 (4K) | 12:14 | Ben Cohen 5 (P) Paul Grayson 9 (3K) | Madejski Stadium, Reading Widzów: 7579 Sędzia: Steve Leyshon |
| 27 października 200215:00 | Michael Horak         | 12:14 |                                     | Madejski Stadium, Reading Widzów: 7579 Sędzia: Steve Leyshon |

| 27 października 200215:00 | Saracens                                                         | 18:26 | Leicester Tigers                                                   | Vicarage Road, Watford Widzów: 10531 Sędzia: Alan Lewis |
| 27 października 200215:00 | Andy Goode 8 (pd 2K) Thomas Castaignede 5 (P) Tom Shanklin 5 (P) | 18:26 | Geordan Murphy 8 (P dg) Steve Booth 5 (P) Tim Stimpson 13 (2pd 3K) | Vicarage Road, Watford Widzów: 10531 Sędzia: Alan Lewis |
| 27 października 200215:00 | Kevin Sorrell                                                    | 18:26 | Martin Corry                                                       | Vicarage Road, Watford Widzów: 10531 Sędzia: Alan Lewis |

| 1 listopada 200219:45 | Sale Sharks                                                                        | 28:14 | Bristol Shoguns                         | Heywood Road, Sale Widzów: 4688 Sędzia: Roy Maybank |
| 1 listopada 200219:45 | Graeme Bond 8 (P dg) Jason Robinson 5 (P) Mark Cueto 5 (P) Nick Walshe 10 (2pd 2K) | 28:14 | Peter Richards 5 (P) Shane Drahm 9 (3K) | Heywood Road, Sale Widzów: 4688 Sędzia: Roy Maybank |
| 1 listopada 200219:45 | Garath Archer                                                                      | 28:14 |                                         | Heywood Road, Sale Widzów: 4688 Sędzia: Roy Maybank |

| 2 listopada 200214:00 | Harlequins                                                      | 18:9 | Bath                | Twickenham Stoop, Londyn Widzów: 8311 Sędzia: Ashley Rowden |
| 2 listopada 200214:00 | Matt Moore 5 (P) Nathan Williams 8 (pd 2K) Will Greenwood 5 (P) | 18:9 | Olly Barkley 9 (3K) | Twickenham Stoop, Londyn Widzów: 8311 Sędzia: Ashley Rowden |
| 2 listopada 200214:00 | Bill Davison                                                    | 18:9 | Simon Emms          | Twickenham Stoop, Londyn Widzów: 8311 Sędzia: Ashley Rowden |

| 2 listopada 200215:00 | Gloucester                                    | 18:9 | Northampton Saints                    | Kingsholm Stadium, Gloucester Widzów: 11000 |
| 2 listopada 200215:00 | Andy Gomarsall 3 (dg) Ludovic Mercier 15 (5K) | 18:9 | Matt Dawson 3 (K) Paul Grayson 6 (2K) | Kingsholm Stadium, Gloucester Widzów: 11000 |

| 2 listopada 200215:00 | Leicester Tigers    | 9:6 | London Wasps              | Welford Road, Leicester Widzów: 16845 Sędzia: Chris White |
| 2 listopada 200215:00 | Tim Stimpson 9 (3K) | 9:6 | Mark van Gisbergen 6 (2K) | Welford Road, Leicester Widzów: 16845 Sędzia: Chris White |

| 3 listopada 200214:30 | Leeds Tykes                                                         | 27:18 | Saracens                                                         | Headingley Rugby Stadium, Headingley Widzów: 5015 Sędzia: Dave Pearson |
| 3 listopada 200214:30 | Braam van Straaten 14 (pd 4K) Chris Hall 5 (P) Gordon Ross 8 (P dg) | 27:18 | Andy Goode 8 (pd 2K) Christian Califano 5 (P) Richard Hill 5 (P) | Headingley Rugby Stadium, Headingley Widzów: 5015 Sędzia: Dave Pearson |

| 3 listopada 200214:30 | Newcastle Falcons                           | 16:24 | London Irish              | Kingston Park, Newcastle upon Tyne Widzów: 4515 Sędzia: Robin Goodliffe |
| 3 listopada 200214:30 | Jamie Noon 5 (P) Jonny Wilkinson 11 (pd 3K) | 16:24 | Barry Everitt 24 (2dg 6K) | Kingston Park, Newcastle upon Tyne Widzów: 4515 Sędzia: Robin Goodliffe |

| 9 listopada 200212:00 | Northampton Saints | 3:16 | Leicester Tigers                              | Franklin’s Gardens, Northampton Widzów: 12600 Sędzia: Dave Pearson |
| 9 listopada 200212:00 | Paul Grayson 3 (K) | 3:16 | Geordan Murphy 11 (pd 3K) Josh Kronfeld 5 (P) | Franklin’s Gardens, Northampton Widzów: 12600 Sędzia: Dave Pearson |

| 10 listopada 200214:15 | Bath                                                        | 24:18 | Sale Sharks                                                | The Recreation Ground, Bath Widzów: 7430 Sędzia: Geraint Ashton Jones |
| 10 listopada 200214:15 | Chris Malone 3 (dg) Olly Barkley 11 (pd 3K) Tom Voyce 5 (P) | 24:18 | Graeme Bond 5 (P) Nick Walshe 8 (pd 2K) Steve Hanley 5 (P) | The Recreation Ground, Bath Widzów: 7430 Sędzia: Geraint Ashton Jones |
| 10 listopada 200214:15 | Nick Walshe                                                 | 24:18 |                                                            | The Recreation Ground, Bath Widzów: 7430 Sędzia: Geraint Ashton Jones |

| 10 listopada 200214:30 | London Irish             | 19:40 | Gloucester | Madejski Stadium, Reading Widzów: 8449 Sędzia: Ashley Rowden |
| 10 listopada 200214:30 | Barry Everitt 14 (pd 4K) | 19:40 | Adam Eustace 5 (P) Jake Boer 5 (P) James Forrester 5 (P) Junior Paramore 5 (P) Ludovic Mercier 15 (3pd 3K) Rodrigo Roncero 5 (P) | Madejski Stadium, Reading Widzów: 8449 Sędzia: Ashley Rowden |
| 10 listopada 200214:30 | Kieron Dawson            | 19:40 | Henry Paul · Robert Todd | Madejski Stadium, Reading Widzów: 8449 Sędzia: Ashley Rowden |

| 10 listopada 200215:00 | Bristol Shoguns                                                                                   | 38:10 | Newcastle Falcons                                   | Memorial Stadium, Bristol Widzów: 4342 Sędzia: Tony Spreadbury |
| 10 listopada 200215:00 | Andrew Higgins 10 (2P) Brendon Daniel 5 (P) Felipe Contepomi 13 (P 4pd) Phil Christophers 10 (2P) | 38:10 | Earl Va'a 3 (K) Epi Taione 5 (P) Liam Botham 2 (pd) | Memorial Stadium, Bristol Widzów: 4342 Sędzia: Tony Spreadbury |

| 10 listopada 200215:00 | London Wasps                                                                | 27:27 | Leeds Tykes                                                         | Adams Park, High Wycombe Widzów: 4475 Sędzia: Robin Goodliffe |
| 10 listopada 200215:00 | Alex King 14 (pd 4K) Kenny Logan 3 (K) Paul Volley 5 (P) Shane Roiser 5 (P) | 27:27 | Braam van Straaten 17 (pd 5K) Dan Scarbrough 5 (P) Mark Regan 5 (P) | Adams Park, High Wycombe Widzów: 4475 Sędzia: Robin Goodliffe |

| 10 listopada 200215:00 | Saracens                                                                                             | 36:30 | Harlequins                                                                         | Vicarage Road, Watford Widzów: 6634 Sędzia: Roy Maybank |
| 10 listopada 200215:00 | Andy Goode 16 (2pd 4K) Andy Kershaw 5 (P) Kyran Bracken 5 (P) Richard Haughton 5 (P) Tim Horan 5 (P) | 36:30 | Andre Vos 5 (P) Matt Moore 10 (2P) Nathan Williams 10 (2pd 2K) Nick Duncombe 5 (P) | Vicarage Road, Watford Widzów: 6634 Sędzia: Roy Maybank |
| 10 listopada 200215:00 | David Flatman                                                                                        | 36:30 | Ben Gollings                                                                       | Vicarage Road, Watford Widzów: 6634 Sędzia: Roy Maybank |

| 15 listopada 200219:45 | Leicester Tigers                                          | 20:15 | Gloucester                                              | Welford Road, Leicester Widzów: 16845 Sędzia: Dave Pearson |
| 15 listopada 200219:45 | Josh Kronfeld 10 (2P) Leon Lloyd 5 (P) Sam Vesty 5 (pd K) | 20:15 | Henry Paul 5 (pd K) Jake Boer 5 (P) Terry Fanolua 5 (P) | Welford Road, Leicester Widzów: 16845 Sędzia: Dave Pearson |
| 15 listopada 200219:45 | Junior Paramore                                           | 20:15 |                                                         | Welford Road, Leicester Widzów: 16845 Sędzia: Dave Pearson |

| 15 listopada 200219:45 | Sale Sharks                                                                                              | 37:26 | Saracens | Heywood Road, Sale Widzów: 5196 Sędzia: Ashley Rowden |
| 15 listopada 200219:45 | Dan Harris 5 (P) Nick Walshe 12 (3pd 2K) Steve Hanley 10 (2P) Stuart Pinkerton 5 (P) Vaughan Going 5 (P) | 37:26 | Adryan Winnan 2 (pd) Andy Goode 6 (2K) Ben Johnston 5 (P) Christian Califano 5 (P) Richard Haughton 5 (P) Tim Horan 3 (dg) | Heywood Road, Sale Widzów: 5196 Sędzia: Ashley Rowden |

| 17 listopada 200214:30 | Leeds Tykes                                                                             | 26:19 | Northampton Saints                       | Headingley Rugby Stadium, Headingley Widzów: 4017 Sędzia: Roy Maybank |
| 17 listopada 200214:30 | Braam van Straaten 11 (pd 3K) Chris Hall 5 (P) Dan Scarbrough 5 (P) George Harder 5 (P) | 26:19 | Paul Grayson 14 (pd 4K) Rob Hunter 5 (P) | Headingley Rugby Stadium, Headingley Widzów: 4017 Sędzia: Roy Maybank |
| 17 listopada 200214:30 | Tom Palmer                                                                              | 26:19 |                                          | Headingley Rugby Stadium, Headingley Widzów: 4017 Sędzia: Roy Maybank |

| 17 listopada 200214:30 | Newcastle Falcons                               | 20:24 | Bath                                                                         | Kingston Park, Newcastle upon Tyne Widzów: 4532 Sędzia: Ashley Rowden |
| 17 listopada 200214:30 | Earl Va'a 12 (4K) Joe Shaw 5 (P) Tom May 3 (dg) | 20:24 | Andy Williams 5 (P) Chris Malone 8 (pd 2K) Matt Perry 6 (2K) Tom Voyce 5 (P) | Kingston Park, Newcastle upon Tyne Widzów: 4532 Sędzia: Ashley Rowden |

| 17 listopada 200215:00 | Bristol Shoguns                                                 | 32:32 | London Irish                                                      | Memorial Stadium, Bristol Widzów: 5005 Sędzia: Robin Goodliffe |
| 17 listopada 200215:00 | Brendon Daniel 5 (P) David Rees 5 (P) Shane Drahm 17 (P 3pd 2K) | 32:32 | Barry Everitt 22 (2pd 6K) Declan Danaher 5 (P) Nick Burrows 5 (P) | Memorial Stadium, Bristol Widzów: 5005 Sędzia: Robin Goodliffe |
| 17 listopada 200215:00 | Emiliano Bergamaschi                                            | 32:32 |                                                                   | Memorial Stadium, Bristol Widzów: 5005 Sędzia: Robin Goodliffe |

| 17 listopada 200215:00 | Harlequins                                       | 27:14 | London Wasps                         | Twickenham Stoop, Londyn Widzów: 7252 Sędzia: Steve Leyshon |
| 17 listopada 200215:00 | Nick Greenstock 5 (P) Paul Burke 22 (P pd dg 4K) | 27:14 | Alex King 9 (3K) Phil Greening 5 (P) | Twickenham Stoop, Londyn Widzów: 7252 Sędzia: Steve Leyshon |
| 17 listopada 200215:00 | Scott Bemand · Tani Fuga                         | 27:14 |                                      | Twickenham Stoop, Londyn Widzów: 7252 Sędzia: Steve Leyshon |

| 23 listopada 200212:00 | Northampton Saints                                                                  | 35:7 | Harlequins                           | Franklin’s Gardens, Northampton Widzów: 8296 Sędzia: Robin Goodliffe |
| 23 listopada 200212:00 | Brett Sturgess 5 (P) Bruce Reihana 5 (P) Nick Beal 10 (2P) Paul Grayson 15 (3pd 3K) | 35:7 | Paul Burke 2 (pd) Tony Diprose 5 (P) | Franklin’s Gardens, Northampton Widzów: 8296 Sędzia: Robin Goodliffe |

| 24 listopada 200214:15 | Bath                    | 19:30 | Bristol Shoguns                                                                  | The Recreation Ground, Bath Widzów: 8200 Sędzia: Dave Pearson |
| 24 listopada 200214:15 | Chris Malone 14 (pd 4K) | 19:30 | Andrew Higgins 5 (P) Lee Best 5 (P) Paul Johnstone 5 (P) Shane Drahm 15 (3pd 3K) | The Recreation Ground, Bath Widzów: 8200 Sędzia: Dave Pearson |
| 24 listopada 200214:15 | Garath Archer           | 19:30 |                                                                                  | The Recreation Ground, Bath Widzów: 8200 Sędzia: Dave Pearson |

| 24 listopada 200214:30 | Gloucester                                                                          | 28:10 | Leeds Tykes                                      | Kingsholm Stadium, Gloucester Widzów: 10276 Sędzia: Steve Leyshon |
| 24 listopada 200214:30 | Jake Boer 5 (P) Junior Paramore 5 (P) Ludovic Mercier 13 (2pd 3K) Robert Todd 5 (P) | 28:10 | Braam van Straaten 5 (pd K) Craig Emmerson 5 (P) | Kingsholm Stadium, Gloucester Widzów: 10276 Sędzia: Steve Leyshon |
| 24 listopada 200214:30 | Ludovic Mercier                                                                     | 28:10 | Alix Popham                                      | Kingsholm Stadium, Gloucester Widzów: 10276 Sędzia: Steve Leyshon |

| 24 listopada 200215:00 | London Irish                                      | 27:7 | Leicester Tigers                     | Madejski Stadium, Reading Widzów: 10605 Sędzia: Ashley Rowden |
| 24 listopada 200215:00 | Barry Everitt 22 (P pd dg 4K) Michael Horak 5 (P) | 27:7 | Ollie Smith 5 (P) Steve Booth 2 (pd) | Madejski Stadium, Reading Widzów: 10605 Sędzia: Ashley Rowden |

| 24 listopada 200215:00 | London Wasps                                                      | 25:32 | Sale Sharks                                                                                        | Adams Park, High Wycombe Widzów: 5242 Sędzia: Roy Maybank |
| 24 listopada 200215:00 | Alex King 8 (pd 2K) Mark van Gisbergen 12 (4K) Shane Roiser 5 (P) | 25:32 | Chris Jones 5 (P) Dean Schofield 5 (P) Mark Cueto 5 (P) Nick Walshe 12 (3pd 2K) Steve Hanley 5 (P) | Adams Park, High Wycombe Widzów: 5242 Sędzia: Roy Maybank |

| 24 listopada 200215:00 | Saracens                                 | 17:13 | Newcastle Falcons                                     | Vicarage Road, Watford Widzów: 5742 Sędzia: Geraint Ashton Jones |
| 24 listopada 200215:00 | Andy Goode 12 (2dg 2K) Matt Cairns 5 (P) | 17:13 | Earl Va'a 5 (pd K) Epi Taione 5 (P) Liam Botham 3 (K) | Vicarage Road, Watford Widzów: 5742 Sędzia: Geraint Ashton Jones |
| 24 listopada 200215:00 | David Flatman                            | 17:13 |                                                       | Vicarage Road, Watford Widzów: 5742 Sędzia: Geraint Ashton Jones |

| 29 listopada 200219:45 | Sale Sharks                                                                                                   | 36:18 | Bath                                                               | Heywood Road, Sale Widzów: 5700 |
| 29 listopada 200219:45 | Dean Schofield 5 (P) Jos Baxendell 11 (pd dg 2K) Mark Cueto 5 (P) Steve Hanley 10 (2P) Stuart Pinkerton 5 (P) | 36:18 | James Scaysbrook 5 (P) Olly Barkley 8 (pd 2K) Simon Danielli 5 (P) | Heywood Road, Sale Widzów: 5700 |
| 29 listopada 200219:45 | Kevin Yates                                                                                                   | 36:18 | Danny Grewcock · Jonathan Humphreys                                | Heywood Road, Sale Widzów: 5700 |

| 30 listopada 200215:00 | Gloucester                                                        | 25:20 | London Irish                                  | Kingsholm Stadium, Gloucester Widzów: 10217 Sędzia: Robin Goodliffe |
| 30 listopada 200215:00 | Jake Boer 5 (P) Junior Paramore 5 (P) Ludovic Mercier 10 (2pd 2K) | 25:20 | Barry Everitt 10 (2pd 2K) Paul Sackey 10 (2P) | Kingsholm Stadium, Gloucester Widzów: 10217 Sędzia: Robin Goodliffe |
| 30 listopada 200215:00 | Olivier Azam                                                      | 25:20 |                                               | Kingsholm Stadium, Gloucester Widzów: 10217 Sędzia: Robin Goodliffe |

| 30 listopada 200215:00 | Harlequins                                                                    | 36:32 | Saracens                                                                  | Twickenham Stoop, Londyn Widzów: 7714 Sędzia: Dave Pearson |
| 30 listopada 200215:00 | Matt Moore 5 (P) Nathan Williams 5 (P) Paul Burke 21 (3pd 5K) Tani Fuga 5 (P) | 36:32 | Andy Goode 22 (2P 3pd 2K) Richard Haughton 5 (P) Thomas Castaignede 5 (P) | Twickenham Stoop, Londyn Widzów: 7714 Sędzia: Dave Pearson |
| 30 listopada 200215:00 | Jason Leonard                                                                 | 36:32 |                                                                           | Twickenham Stoop, Londyn Widzów: 7714 Sędzia: Dave Pearson |

| 30 listopada 200217:35 | Leicester Tigers     | 12:25 | Northampton Saints                                                               | Welford Road, Leicester Widzów: 16875 Sędzia: Tony Spreadbury |
| 30 listopada 200217:35 | Tim Stimpson 12 (4K) | 12:25 | Budge Pountney 5 (P) Chris Hyndman 5 (P) Ian Vass 5 (P) Paul Grayson 10 (2pd 2K) | Welford Road, Leicester Widzów: 16875 Sędzia: Tony Spreadbury |
| 30 listopada 200217:35 | Rob Hunter           | 12:25 |                                                                                  | Welford Road, Leicester Widzów: 16875 Sędzia: Tony Spreadbury |

| 1 grudnia 200214:30 | Leeds Tykes                | 15:18 | London Wasps                             | Headingley Rugby Stadium, Headingley Widzów: 4751 Sędzia: Ashley Rowden |
| 1 grudnia 200214:30 | Braam van Straaten 15 (5K) | 15:18 | Alex King 13 (P pd 2K) Josh Lewsey 5 (P) | Headingley Rugby Stadium, Headingley Widzów: 4751 Sędzia: Ashley Rowden |

| 1 grudnia 200214:30 | Newcastle Falcons   | 12:20 | Bristol Shoguns                                  | Kingston Park, Newcastle upon Tyne Widzów: 3273 Sędzia: Chris White |
| 1 grudnia 200214:30 | Liam Botham 12 (4K) | 12:20 | Brendon Daniel 15 (3P) Felipe Contepomi 5 (pd K) | Kingston Park, Newcastle upon Tyne Widzów: 3273 Sędzia: Chris White |

| 27 grudnia 200215:00 | London Wasps                                                | 26:13 | Leicester Tigers                         | Adams Park, High Wycombe Widzów: 10000 Sędzia: Dave Pearson |
| 27 grudnia 200215:00 | Alex King 16 (2pd dg 3K) Josh Lewsey 5 (P) Rob Howley 5 (P) | 26:13 | Harry Ellis 5 (P) Tim Stimpson 8 (pd 2K) | Adams Park, High Wycombe Widzów: 10000 Sędzia: Dave Pearson |
| 27 grudnia 200215:00 | Trevor Leota                                                | 26:13 | Adam Balding                             | Adams Park, High Wycombe Widzów: 10000 Sędzia: Dave Pearson |

| 28 grudnia 200214:15 | Bath                                                          | 23:9 | Harlequins        | The Recreation Ground, Bath Widzów: 8200 Sędzia: Chris White |
| 28 grudnia 200214:15 | Kevin Maggs 5 (P) Mike Tindall 5 (P) Olly Barkley 13 (2pd 3K) | 23:9 | Paul Burke 9 (3K) | The Recreation Ground, Bath Widzów: 8200 Sędzia: Chris White |
| 28 grudnia 200214:15 | Tom Voyce                                                     | 23:9 |                   | The Recreation Ground, Bath Widzów: 8200 Sędzia: Chris White |

| 28 grudnia 200214:30 | Northampton Saints                       | 13:16 | Gloucester                                       | Franklin’s Gardens, Northampton Widzów: 12500 Sędzia: Steve Lander |
| 28 grudnia 200214:30 | John Leslie 5 (P) Paul Grayson 8 (pd 2K) | 13:16 | Ludovic Mercier 11 (pd dg 2K) Olivier Azam 5 (P) | Franklin’s Gardens, Northampton Widzów: 12500 Sędzia: Steve Lander |
| 28 grudnia 200214:30 | Mark Soden                               | 13:16 | Rob Fidler · Rodrigo Roncero                     | Franklin’s Gardens, Northampton Widzów: 12500 Sędzia: Steve Lander |

| 29 grudnia 200215:00 | Bristol Shoguns          | 18:6 | Sale Sharks            | Memorial Stadium, Bristol Widzów: 5642 Sędzia: Roy Maybank |
| 29 grudnia 200215:00 | Felipe Contepomi 18 (6K) | 18:6 | Charlie Hodgson 6 (2K) | Memorial Stadium, Bristol Widzów: 5642 Sędzia: Roy Maybank |

| 29 grudnia 200215:00 | London Irish                                                   | 20:0 | Newcastle Falcons | Madejski Stadium, Reading Widzów: 10877 Sędzia: Tony Spreadbury |
| 29 grudnia 200215:00 | Barry Everitt 10 (P pd K) Nick Burrows 5 (P) Paul Sackey 5 (P) | 20:0 |                   | Madejski Stadium, Reading Widzów: 10877 Sędzia: Tony Spreadbury |
| 29 grudnia 200215:00 | James Christian                                                | 20:0 |                   | Madejski Stadium, Reading Widzów: 10877 Sędzia: Tony Spreadbury |

| 29 grudnia 200215:00 | Saracens                                                | 11:6 | Leeds Tykes               | Vicarage Road, Watford Widzów: 9328 Sędzia: Robin Goodliffe |
| 29 grudnia 200215:00 | Adryan Winnan 3 (K) Andy Goode 3 (K) Richard Hill 5 (P) | 11:6 | Braam van Straaten 6 (2K) | Vicarage Road, Watford Widzów: 9328 Sędzia: Robin Goodliffe |
| 29 grudnia 200215:00 | Christian Califano                                      | 11:6 | Gordon Ross               | Vicarage Road, Watford Widzów: 9328 Sędzia: Robin Goodliffe |

| 3 stycznia 200319:00 | Leeds Tykes                                                    | 20:7 | Bath                                    | Headingley Rugby Stadium, Headingley Widzów: 4553 Sędzia: Dave Pearson |
| 3 stycznia 200319:00 | Braam van Straaten 10 (2pd 2K) Dan Hyde 5 (P) Tom Palmer 5 (P) | 20:7 | Gareth Cooper 5 (P) Olly Barkley 2 (pd) | Headingley Rugby Stadium, Headingley Widzów: 4553 Sędzia: Dave Pearson |
| 3 stycznia 200319:00 | Mike Shelley                                                   | 20:7 | John Mallett                            | Headingley Rugby Stadium, Headingley Widzów: 4553 Sędzia: Dave Pearson |

| 3 stycznia 200319:45 | Sale Sharks | 38:3 | Newcastle Falcons | Heywood Road, Sale Widzów: 5678 Sędzia: Robin Goodliffe |
| 3 stycznia 200319:45 | Charlie Hodgson 11 (pd 3K) Dan Harris 5 (P) Jason Robinson 5 (P) Jos Baxendell 2 (pd) Mark Cueto 10 (2P) Steve Hanley 5 (P) | 38:3 | Liam Botham 3 (K) | Heywood Road, Sale Widzów: 5678 Sędzia: Robin Goodliffe |
| 3 stycznia 200319:45 | Andrew Mower | 38:3 |                   | Heywood Road, Sale Widzów: 5678 Sędzia: Robin Goodliffe |

| 4 stycznia 200315:00 | Gloucester                                                       | 24:17 | London Wasps                          | Kingsholm Stadium, Gloucester Widzów: 11000 Sędzia: Tony Spreadbury |
| 4 stycznia 200315:00 | Henry Paul 11 (P 2K) Ludovic Mercier 3 (K) Mark Cornwell 10 (2P) | 24:17 | Alex King 12 (4K) Fraser Waters 5 (P) | Kingsholm Stadium, Gloucester Widzów: 11000 Sędzia: Tony Spreadbury |

| 4 stycznia 200315:00 | Leicester Tigers                                                                | 23:18 | Saracens                                                  | Welford Road, Leicester Widzów: 16845 Sędzia: Roy Maybank |
| 4 stycznia 200315:00 | Geordan Murphy 8 (pd 2K) Josh Kronfeld 5 (P) Leon Lloyd 5 (P) Ollie Smith 5 (P) | 23:18 | Adryan Winnan 11 (P 2K) Andy Goode 2 (pd) Tim Horan 5 (P) | Welford Road, Leicester Widzów: 16845 Sędzia: Roy Maybank |

| 4 stycznia 200315:00 | Harlequins                                                     | 26:17 | Bristol Shoguns                                               | Twickenham Stoop, Londyn Widzów: 7123 Sędzia: Steve Leyshon |
| 4 stycznia 200315:00 | Ben Gollings 5 (P) Paul Burke 16 (2pd 4K) Will Greenwood 5 (P) | 26:17 | Daryl Gibson 5 (P) David Rees 10 (2P) Felipe Contepomi 2 (pd) | Twickenham Stoop, Londyn Widzów: 7123 Sędzia: Steve Leyshon |
| 4 stycznia 200315:00 | Felipe Contepomi · Garath Archer                               | 26:17 |                                                               | Twickenham Stoop, Londyn Widzów: 7123 Sędzia: Steve Leyshon |

| 4 stycznia 200315:00 | Northampton Saints                         | 10:22 | London Irish                                 | Franklin’s Gardens, Northampton Widzów: 10604 Sędzia: Ashley Rowden |
| 4 stycznia 200315:00 | Paul Grayson 5 (pd K) Steve Thompson 5 (P) | 10:22 | Barry Everitt 17 (pd 5K) Michael Horak 5 (P) | Franklin’s Gardens, Northampton Widzów: 10604 Sędzia: Ashley Rowden |

| 1 lutego 200314:00 | Newcastle Falcons                                                                                           | 32:17 | Harlequins                                                   | Kingston Park, Newcastle upon Tyne Widzów: 6109 Sędzia: Tony Spreadbury |
| 1 lutego 200314:00 | Hugh Vyvyan 5 (P) Jamie Noon 5 (P) Jonny Wilkinson 12 (3pd 2K) Michael Stephenson 5 (P) Stuart Grimes 5 (P) | 32:17 | Nathan Williams 2 (pd) Paul Burke 5 (pd K) Tani Fuga 10 (2P) | Kingston Park, Newcastle upon Tyne Widzów: 6109 Sędzia: Tony Spreadbury |

| 1 lutego 200314:15 | Bath                                    | 8:15 | Leicester Tigers                                      | The Recreation Ground, Bath Widzów: 8200 Sędzia: Dave Pearson |
| 1 lutego 200314:15 | Olly Barkley 3 (K) Simon Danielli 5 (P) | 8:15 | Ben Kay 5 (P) Geordan Murphy 7 (P pd) Sam Vesty 3 (K) | The Recreation Ground, Bath Widzów: 8200 Sędzia: Dave Pearson |
| 1 lutego 200314:15 | Martin Johnson                          | 8:15 |                                                       | The Recreation Ground, Bath Widzów: 8200 Sędzia: Dave Pearson |

| 2 lutego 200315:00 | Bristol Shoguns          | 12:17 | Leeds Tykes                                                       | Memorial Stadium, Bristol Widzów: 5032 Sędzia: Steve Lander |
| 2 lutego 200315:00 | Felipe Contepomi 12 (4K) | 12:17 | Braam van Straaten 4 (2pd) Gordon Ross 3 (dg) Zak Feauʻnati 5 (P) | Memorial Stadium, Bristol Widzów: 5032 Sędzia: Steve Lander |

| 2 lutego 200315:00 | London Irish                              | 11:23 | Sale Sharks                                                                             | Madejski Stadium, Reading Widzów: 7565 Sędzia: Nigel Williams |
| 2 lutego 200315:00 | Mark Mapletoft 6 (2K) Michael Horak 5 (P) | 11:23 | Andy Titterrell 5 (P) Charlie Hodgson 8 (pd 2K) Iain Fullarton 5 (P) Steve Hanley 5 (P) | Madejski Stadium, Reading Widzów: 7565 Sędzia: Nigel Williams |
| 2 lutego 200315:00 | Kevin Yates                               | 11:23 |                                                                                         | Madejski Stadium, Reading Widzów: 7565 Sędzia: Nigel Williams |

| 2 lutego 200315:00 | London Wasps                               | 16:9 | Northampton Saints  | Adams Park, High Wycombe Widzów: 9400 Sędzia: Roy Maybank |
| 2 lutego 200315:00 | Alex King 11 (pd dg 2K) Trevor Leota 5 (P) | 16:9 | Paul Grayson 9 (3K) | Adams Park, High Wycombe Widzów: 9400 Sędzia: Roy Maybank |
| 2 lutego 200315:00 | Simon Shaw                                 | 16:9 | Mattie Stewart      | Adams Park, High Wycombe Widzów: 9400 Sędzia: Roy Maybank |

| 2 lutego 200315:00 | Saracens                                   | 22:29 | Gloucester                                           | Vicarage Road, Watford Widzów: 9089 Sędzia: Ashley Rowden |
| 2 lutego 200315:00 | Nicky Little 17 (pd 5K) Richard Hill 5 (P) | 22:29 | Ludovic Mercier 24 (P 2pd dg 4K) Terry Fanolua 5 (P) | Vicarage Road, Watford Widzów: 9089 Sędzia: Ashley Rowden |
| 2 lutego 200315:00 | Ryan Peacey                                | 22:29 | Andy Hazell                                          | Vicarage Road, Watford Widzów: 9089 Sędzia: Ashley Rowden |

| 7 lutego 200320:00 | Leeds Tykes                | 12:17 | Newcastle Falcons                                | Headingley Rugby Stadium, Headingley Widzów: 7207 Sędzia: Chris White |
| 7 lutego 200320:00 | Braam van Straaten 12 (4K) | 12:17 | Hall Charlton 5 (P) Jonny Wilkinson 12 (P 2pd K) | Headingley Rugby Stadium, Headingley Widzów: 7207 Sędzia: Chris White |
| 7 lutego 200320:00 | Tom Palmer                 | 12:17 | Andrew Mower                                     | Headingley Rugby Stadium, Headingley Widzów: 7207 Sędzia: Chris White |

| 8 lutego 200314:00 | Leicester Tigers | 40:6 | Bristol Shoguns         | Welford Road, Leicester Widzów: 16875 Sędzia: Robin Goodliffe |
| 8 lutego 200314:00 | Geordan Murphy 14 (2P 2pd) Josh Kronfeld 5 (P) Ollie Smith 5 (P) Rod Kafer 5 (P) Steve Booth 5 (P) Tim Stimpson 6 (3pd) | 40:6 | Felipe Contepomi 6 (2K) | Welford Road, Leicester Widzów: 16875 Sędzia: Robin Goodliffe |
| 8 lutego 200314:00 | Martin Johnson | 40:6 |                         | Welford Road, Leicester Widzów: 16875 Sędzia: Robin Goodliffe |

| 8 lutego 200315:00 | Gloucester                                                         | 29:16 | Bath                                                          | Kingsholm Stadium, Gloucester Widzów: 11000 Sędzia: Tony Spreadbury |
| 8 lutego 200315:00 | Ludovic Mercier 19 (2pd 5K) Marcel Garvey 5 (P) Olivier Azam 5 (P) | 29:16 | Mike Catt 6 (2dg) Olly Barkley 5 (pd K) Steve Borthwick 5 (P) | Kingsholm Stadium, Gloucester Widzów: 11000 Sędzia: Tony Spreadbury |
| 8 lutego 200315:00 | John Mallett                                                       | 29:16 |                                                               | Kingsholm Stadium, Gloucester Widzów: 11000 Sędzia: Tony Spreadbury |

| 8 lutego 200315:00 | Harlequins | 0:45 | Sale Sharks | Twickenham Stoop, Londyn Widzów: 6823 Sędzia: Steve Lander |
| 8 lutego 200315:00 | Charlie Hodgson 23 (P 3pd 4K) Chris Jones 5 (P) Graeme Bond 5 (P) Mark Cueto 5 (P) Nick Walshe 2 (pd) Steve Hanley 5 (P) | 0:45 |             | Twickenham Stoop, Londyn Widzów: 6823 Sędzia: Steve Lander |
| 8 lutego 200315:00 | Ace Tiatia | 0:45 |             | Twickenham Stoop, Londyn Widzów: 6823 Sędzia: Steve Lander |

| 8 lutego 200315:00 | Northampton Saints                                                                           | 34:25 | Saracens                                                             | Franklin’s Gardens, Northampton Widzów: 12500 Sędzia: Dave Pearson |
| 8 lutego 200315:00 | Ben Cohen 5 (P) Grant Seely 5 (P) Matt Dawson 5 (P) Paul Grayson 14 (4pd 2K) Tom Smith 5 (P) | 34:25 | Andy Goode 15 (P 2pd 2K) Kris Chesney 5 (P) Thomas Castaignede 5 (P) | Franklin’s Gardens, Northampton Widzów: 12500 Sędzia: Dave Pearson |
| 8 lutego 200315:00 | Tim Horan                                                                                    | 34:25 |                                                                      | Franklin’s Gardens, Northampton Widzów: 12500 Sędzia: Dave Pearson |

| 9 lutego 200315:00 | London Wasps                                                                                          | 35:11 | London Irish                           | Adams Park, High Wycombe Widzów: 8590 Sędzia: Paul Honiss |
| 9 lutego 200315:00 | Alex King 15 (3pd 3K) Craig Dowd 5 (P) Fraser Waters 5 (P) Josh Lewsey 5 (P) Mark van Gisbergen 5 (P) | 35:11 | Barry Everitt 6 (2K) Paul Sackey 5 (P) | Adams Park, High Wycombe Widzów: 8590 Sędzia: Paul Honiss |

| 1 marca 200314:15 | Bath                                                                                    | 30:9 | Saracens          | The Recreation Ground, Bath Widzów: 7290 Sędzia: Ashley Rowden |
| 1 marca 200314:15 | Chris Malone 10 (2pd 2K) Elvis Seveali'i 5 (P) Kevin Maggs 5 (P) Simon Danielli 10 (2P) | 30:9 | Andy Goode 9 (3K) | The Recreation Ground, Bath Widzów: 7290 Sędzia: Ashley Rowden |

| 1 marca 200315:00 | London Wasps                        | 13:12 | Newcastle Falcons          | Adams Park, High Wycombe Widzów: 6199 Sędzia: Roy Maybank |
| 1 marca 200315:00 | Alex King 8 (pd 2K) John Rudd 5 (P) | 13:12 | Jonny Wilkinson 12 (dg 3K) | Adams Park, High Wycombe Widzów: 6199 Sędzia: Roy Maybank |
| 1 marca 200315:00 | Stuart Abbott                       | 13:12 |                            | Adams Park, High Wycombe Widzów: 6199 Sędzia: Roy Maybank |

| 2 marca 200315:00 | Bristol Shoguns                                                                                             | 48:41 | Harlequins | Memorial Stadium, Bristol Widzów: 5205 Sędzia: Tony Spreadbury |
| 2 marca 200315:00 | Agustín Pichot 10 (2P) Alex Brown 5 (P) Daryl Gibson 10 (2P) Felipe Contepomi 18 (3pd 4K) Saul Nelson 5 (P) | 48:41 | Ben Gollings 5 (P) Dan Luger 5 (P) Nathan Williams 5 (P) Paul Burke 16 (5pd 2K) Tony Diprose 5 (P) Will Greenwood 5 (P) | Memorial Stadium, Bristol Widzów: 5205 Sędzia: Tony Spreadbury |
| 2 marca 200315:00 | Mel Deane                                                                                                   | 48:41 | | Memorial Stadium, Bristol Widzów: 5205 Sędzia: Tony Spreadbury |

| 15 marca 200314:15 | Bath                                  | 10:27 | Northampton Saints                              | The Recreation Ground, Bath Widzów: 8200 Sędzia: Roy Maybank |
| 15 marca 200314:15 | Olly Barkley 5 (pd K) Tom Voyce 5 (P) | 10:27 | Paul Grayson 17 (pd 5K) Peter Jorgensen 10 (2P) | The Recreation Ground, Bath Widzów: 8200 Sędzia: Roy Maybank |
| 15 marca 200314:15 | Danny Grewcock                        | 10:27 | Grant Seely · Mark Connors                      | The Recreation Ground, Bath Widzów: 8200 Sędzia: Roy Maybank |

| 15 marca 200314:30 | Sale Sharks                                                                                              | 32:20 | Leeds Tykes                                                                                | Heywood Road, Sale Widzów: 5700 Sędzia: Dave Pearson |
| 15 marca 200314:30 | Andy Titterrell 5 (P) Dan Harris 5 (P) Jason Robinson 10 (2P) Jos Baxendell 7 (2pd K) Steve Hanley 5 (P) | 32:20 | Braam van Straaten 5 (pd K) Cameron Mather 5 (P) Winston Stanley 5 (P) Zak Feauʻnati 5 (P) | Heywood Road, Sale Widzów: 5700 Sędzia: Dave Pearson |
| 15 marca 200314:30 | Chris Jones                                                                                              | 32:20 |                                                                                            | Heywood Road, Sale Widzów: 5700 Sędzia: Dave Pearson |

| 16 marca 200314:30 | London Irish                             | 6:16 | Harlequins                                                    | Madejski Stadium, Reading Widzów: 18585 Sędzia: Steve Leyshon |
| 16 marca 200314:30 | Barry Everitt 3 (K) Mark Mapletoft 3 (K) | 6:16 | Nathan Williams 9 (3K) Paul Burke 2 (pd) Will Greenwood 5 (P) | Madejski Stadium, Reading Widzów: 18585 Sędzia: Steve Leyshon |

| 16 marca 200314:30 | Newcastle Falcons                                                       | 24:22 | Leicester Tigers                                                  | Kingston Park, Newcastle upon Tyne Widzów: 9105 Sędzia: Tony Spreadbury |
| 16 marca 200314:30 | Jamie Noon 5 (P) Jonny Wilkinson 14 (pd dg 3K) Michael Stephenson 5 (P) | 24:22 | Craig McMullen 2 (pd) Dorian West 10 (2P) Steve Booth 10 (P pd K) | Kingston Park, Newcastle upon Tyne Widzów: 9105 Sędzia: Tony Spreadbury |
| 16 marca 200314:30 | Andrew Mower · Mark Andrews                                             | 24:22 |                                                                   | Kingston Park, Newcastle upon Tyne Widzów: 9105 Sędzia: Tony Spreadbury |

| 16 marca 200315:00 | Bristol Shoguns                                                        | 21:38 | Gloucester                                                                               | Memorial Stadium, Bristol Widzów: 10693 Sędzia: Steve Lander |
| 16 marca 200315:00 | Felipe Contepomi 8 (pd 2K) Phil Christophers 5 (P) Shane Drahm 8 (P K) | 21:38 | Andy Hazell 5 (P) James Forrester 15 (3P) Ludovic Mercier 13 (P 4pd) Marcel Garvey 5 (P) | Memorial Stadium, Bristol Widzów: 10693 Sędzia: Steve Lander |
| 16 marca 200315:00 | Garath Archer · Matt Salter                                            | 21:38 | Jake Boer                                                                                | Memorial Stadium, Bristol Widzów: 10693 Sędzia: Steve Lander |

| 16 marca 200315:00 | Saracens                                                                                                   | 31:42 | London Wasps                                                                  | Vicarage Road, Watford Widzów: 8912 Sędzia: Chris White |
| 16 marca 200315:00 | Nicky Little 11 (4pd K) Richard Haughton 5 (P) Richard Hill 5 (P) Thomas Castaignede 5 (P) Tim Horan 5 (P) | 31:42 | Alex King 17 (4pd 3K) Andy Kershaw 5 (P) Paul Volley 5 (P) Simon Shaw 15 (3P) | Vicarage Road, Watford Widzów: 8912 Sędzia: Chris White |

| 4 kwietnia 200320:00 | Leeds Tykes                                                          | 23:22 | Harlequins                               | Headingley Rugby Stadium, Headingley Widzów: 4305 Sędzia: Chris White |
| 4 kwietnia 200320:00 | Braam van Straaten 13 (2pd 3K) Chris Hall 5 (P) Diego Albanese 5 (P) | 23:22 | Dan Luger 5 (P) Paul Burke 17 (pd dg 4K) | Headingley Rugby Stadium, Headingley Widzów: 4305 Sędzia: Chris White |
| 4 kwietnia 200320:00 | Dan Luger                                                            | 23:22 |                                          | Headingley Rugby Stadium, Headingley Widzów: 4305 Sędzia: Chris White |

| 6 kwietnia 200315:00 | London Wasps                                                                                              | 36:17 | Bath                                                            | Adams Park, High Wycombe Widzów: 8231 Sędzia: Roy Maybank |
| 6 kwietnia 200315:00 | Alex King 19 (2pd 2dg 3K) Joe Worsley 5 (P) John Rudd 5 (P) Mark van Gisbergen 2 (pd) Stuart Abbott 5 (P) | 36:17 | Gareth Cooper 5 (P) Olly Barkley 7 (2pd K) Simon Danielli 5 (P) | Adams Park, High Wycombe Widzów: 8231 Sędzia: Roy Maybank |
| 6 kwietnia 200315:00 | Phil Greening                                                                                             | 36:17 | Jonathan Humphreys                                              | Adams Park, High Wycombe Widzów: 8231 Sędzia: Roy Maybank |

| 6 kwietnia 200315:00 | Saracens             | 12:14 | London Irish                                | Vicarage Road, Watford Widzów: 6089 Sędzia: Ashley Rowden |
| 6 kwietnia 200315:00 | Nicky Little 12 (4K) | 12:14 | Barry Everitt 9 (dg 2K) Michael Horak 5 (P) | Vicarage Road, Watford Widzów: 6089 Sędzia: Ashley Rowden |
| 6 kwietnia 200315:00 | Matt Cairns          | 12:14 |                                             | Vicarage Road, Watford Widzów: 6089 Sędzia: Ashley Rowden |

| 6 kwietnia 200316:45 | Leicester Tigers                                                                                         | 33:20 | Sale Sharks                                                      | Welford Road, Leicester Widzów: 16815 Sędzia: Steve Lander |
| 6 kwietnia 200316:45 | Austin Healey 5 (P) Freddie Tuilagi 5 (P) Geordan Murphy 5 (P) Leon Lloyd 5 (P) Tim Stimpson 13 (2pd 3K) | 33:20 | Dean Schofield 5 (P) Graeme Bond 5 (P) Jos Baxendell 10 (2pd 2K) | Welford Road, Leicester Widzów: 16815 Sędzia: Steve Lander |
| 6 kwietnia 200316:45 | Pete Anglesea                                                                                            | 33:20 |                                                                  | Welford Road, Leicester Widzów: 16815 Sędzia: Steve Lander |

| 10 kwietnia 200320:00 | Bath                                                           | 18:15 | London Irish             | The Recreation Ground, Bath Widzów: 8200 Sędzia: Chris White |
| 10 kwietnia 200320:00 | Elvis Seveali'i 5 (P) Kevin Maggs 5 (P) Olly Barkley 8 (pd 2K) | 18:15 | Barry Everitt 15 (dg 4K) | The Recreation Ground, Bath Widzów: 8200 Sędzia: Chris White |

| 12 kwietnia 200315:00 | Gloucester                                                                              | 25:23 | Newcastle Falcons                                                                   | Kingsholm Stadium, Gloucester Widzów: 10404 Sędzia: Dave Pearson |
| 12 kwietnia 200315:00 | Andy Hazell 5 (P) Ludovic Mercier 10 (2pd 2K) Thinus Delport 5 (P) Trevor Woodman 5 (P) | 25:23 | James Grindal 5 (P) Joe Shaw 5 (P) Jonny Wilkinson 8 (pd 2K) Mark Mayerhofler 5 (P) | Kingsholm Stadium, Gloucester Widzów: 10404 Sędzia: Dave Pearson |
| 12 kwietnia 200315:00 | Chris Fortey                                                                            | 25:23 | Stuart Grimes                                                                       | Kingsholm Stadium, Gloucester Widzów: 10404 Sędzia: Dave Pearson |

| 16 kwietnia 200320:00 | Northampton Saints                                                                                               | 43:13 | Bristol Shoguns                         | Franklin’s Gardens, Northampton Widzów: 8805 Sędzia: Dave Pearson |
| 16 kwietnia 200320:00 | Bruce Reihana 18 (P 5pd K) Darren Fox 10 (2P) Jon Sleightholme 5 (P) Mark Tucker 5 (P) Oriol Ripol Fortuny 5 (P) | 43:13 | Matt Salter 5 (P) Shane Drahm 8 (pd 2K) | Franklin’s Gardens, Northampton Widzów: 8805 Sędzia: Dave Pearson |
| 16 kwietnia 200320:00 | Rob Hunter | 43:13 | Garath Archer · Matt Salter             | Franklin’s Gardens, Northampton Widzów: 8805 Sędzia: Dave Pearson |

| 18 kwietnia 200315:00 | Sale Sharks                                                                                            | 30:30 | Gloucester                                                                          | Heywood Road, Sale Widzów: 5800 Sędzia: Tony Spreadbury |
| 18 kwietnia 200315:00 | Jason Robinson 5 (P) Jos Baxendell 10 (2pd 2K) Mark Cueto 5 (P) Pete Anglesea 5 (P) Steve Hanley 5 (P) | 30:30 | Henry Paul 2 (pd) Jake Boer 5 (P) Ludovic Mercier 18 (P 2pd 3K) Terry Fanolua 5 (P) | Heywood Road, Sale Widzów: 5800 Sędzia: Tony Spreadbury |
| 18 kwietnia 200315:00 | Jake Boer                                                                                              | 30:30 |                                                                                     | Heywood Road, Sale Widzów: 5800 Sędzia: Tony Spreadbury |

| 19 kwietnia 200315:00 | Harlequins                               | 17:9 | Leicester Tigers    | Twickenham Stoop, Londyn Widzów: 7123 Sędzia: Roy Maybank |
| 19 kwietnia 200315:00 | Ben Gollings 5 (P) Paul Burke 12 (dg 3K) | 17:9 | Tim Stimpson 9 (3K) | Twickenham Stoop, Londyn Widzów: 7123 Sędzia: Roy Maybank |
| 19 kwietnia 200315:00 | Ace Tiatia                               | 17:9 |                     | Twickenham Stoop, Londyn Widzów: 7123 Sędzia: Roy Maybank |

| 20 kwietnia 200315:00 | Bristol Shoguns                             | 19:34 | London Wasps | Memorial Stadium, Bristol Widzów: 4866 Sędzia: Chris White |
| 20 kwietnia 200315:00 | Brendon Daniel 5 (P) Shane Drahm 14 (pd 4K) | 19:34 | Alex King 4 (2pd) Ayoola Erinle 5 (P) Joe Worsley 5 (P) Josh Lewsey 5 (P) Mark van Gisbergen 5 (P) Paul Volley 5 (P) Stuart Abbott 5 (P) | Memorial Stadium, Bristol Widzów: 4866 Sędzia: Chris White |
| 20 kwietnia 200315:00 | Paul Volley                                 | 19:34 | | Memorial Stadium, Bristol Widzów: 4866 Sędzia: Chris White |

| 20 kwietnia 200315:00 | London Irish                                                | 14:26 | Leeds Tykes                                                                               | Madejski Stadium, Reading Widzów: 7125 Sędzia: Dave Pearson |
| 20 kwietnia 200315:00 | Barry Everitt 3 (K) Mark Mapletoft 6 (2K) Paul Sackey 5 (P) | 14:26 | Alan Dickens 5 (P) Braam van Straaten 3 (K) Chris Murphy 5 (P) Gordon Ross 13 (2pd dg 2K) | Madejski Stadium, Reading Widzów: 7125 Sędzia: Dave Pearson |
| 20 kwietnia 200315:00 | Cameron Mather                                              | 14:26 |                                                                                           | Madejski Stadium, Reading Widzów: 7125 Sędzia: Dave Pearson |

| 20 kwietnia 200315:00 | Newcastle Falcons                            | 22:20 | Northampton Saints                                        | Kingston Park, Newcastle upon Tyne Widzów: 7428 Sędzia: Steve Lander |
| 20 kwietnia 200315:00 | Hugh Vyvyan 5 (P) Jonny Wilkinson 17 (pd 5K) | 22:20 | Matt Dawson 10 (2P) Matt Lord 5 (P) Paul Grayson 5 (pd K) | Kingston Park, Newcastle upon Tyne Widzów: 7428 Sędzia: Steve Lander |
| 20 kwietnia 200315:00 | Darren Fox                                   | 22:20 |                                                           | Kingston Park, Newcastle upon Tyne Widzów: 7428 Sędzia: Steve Lander |

| 26 kwietnia 200315:00 | Gloucester                                                                               | 29:11 | Harlequins                        | Kingsholm Stadium, Gloucester Widzów: 11000 Sędzia: Steve Lander |
| 26 kwietnia 200315:00 | Henry Paul 8 (P K) Jake Boer 5 (P) James Simpson-Daniel 5 (P) Ludovic Mercier 11 (P 3pd) | 29:11 | Paul Burke 6 (2K) Tani Fuga 5 (P) | Kingsholm Stadium, Gloucester Widzów: 11000 Sędzia: Steve Lander |

| 26 kwietnia 200315:00 | Leicester Tigers                         | 18:17 | Leeds Tykes                                    | Welford Road, Leicester Widzów: 16815 Sędzia: Ashley Rowden |
| 26 kwietnia 200315:00 | Craig McMullen 3 (K) Steve Booth 15 (5K) | 18:17 | Braam van Straaten 12 (4K) George Harder 5 (P) | Welford Road, Leicester Widzów: 16815 Sędzia: Ashley Rowden |
| 26 kwietnia 200315:00 | Martin Corry                             | 18:17 |                                                | Welford Road, Leicester Widzów: 16815 Sędzia: Ashley Rowden |

| 26 kwietnia 200316:00 | Northampton Saints                                                            | 27:17 | Sale Sharks                                                     | Franklin’s Gardens, Northampton Widzów: 9202 Sędzia: Tony Spreadbury |
| 26 kwietnia 200316:00 | Ben Cohen 5 (P) Bruce Reihana 9 (3pd K) John Leslie 10 (2P) Matt Dawson 3 (K) | 27:17 | Andy Titterrell 5 (P) Graeme Bond 5 (P) Jos Baxendell 7 (2pd K) | Franklin’s Gardens, Northampton Widzów: 9202 Sędzia: Tony Spreadbury |
| 26 kwietnia 200316:00 | Phil Davies                                                                   | 27:17 |                                                                 | Franklin’s Gardens, Northampton Widzów: 9202 Sędzia: Tony Spreadbury |

| 29 kwietnia 200319:30 | Saracens                                                            | 17:16 | Bristol Shoguns                              | Vicarage Road, Watford Widzów: 5090 Sędzia: Tony Spreadbury |
| 29 kwietnia 200319:30 | Andy Goode 7 (2pd dg) Darragh O’Mahony 5 (P) Richard Haughton 5 (P) | 17:16 | Andrew Sheridan 5 (P) Shane Drahm 11 (pd 3K) | Vicarage Road, Watford Widzów: 5090 Sędzia: Tony Spreadbury |

| 2 maja 200319:45 | Harlequins               | 19:31 | Northampton Saints                                                                               | Twickenham Stoop, Londyn Widzów: 6423 Sędzia: Robin Goodliffe |
| 2 maja 200319:45 | Paul Burke 14 (pd dg 3K) | 19:31 | Brett Sturgess 5 (P) Mark Tucker 5 (P) Matt Dawson 6 (3pd) Nick Beal 5 (P) Paul Grayson 5 (pd K) | Twickenham Stoop, Londyn Widzów: 6423 Sędzia: Robin Goodliffe |

| 3 maja 200314:00 | Leicester Tigers                                               | 19:20 | London Irish                              | Welford Road, Leicester Widzów: 16815 Sędzia: Dave Pearson |
| 3 maja 200314:00 | Geordan Murphy 3 (dg) John Holtby 5 (P) Tim Stimpson 11 (P 2K) | 19:20 | Mark Mapletoft 15 (5K) Mike Worsley 5 (P) | Welford Road, Leicester Widzów: 16815 Sędzia: Dave Pearson |

| 3 maja 200317:15 | Sale Sharks          | 9:16 | London Wasps                          | Heywood Road, Sale Widzów: 5800 Sędzia: Roy Maybank |
| 3 maja 200317:15 | Jos Baxendell 9 (3K) | 9:16 | Alex King 11 (pd 3K) Rob Howley 5 (P) | Heywood Road, Sale Widzów: 5800 Sędzia: Roy Maybank |
| 3 maja 200317:15 | Trevor Leota         | 9:16 |                                       | Heywood Road, Sale Widzów: 5800 Sędzia: Roy Maybank |

| 4 maja 200314:30 | Leeds Tykes                                                                                | 30:23 | Gloucester                                                              | Headingley Rugby Stadium, Headingley Widzów: 6088 Sędzia: Tony Spreadbury |
| 4 maja 200314:30 | Alix Popham 5 (P) Braam van Straaten 10 (2pd 2K) Gordon Ross 5 (P) Winston Stanley 10 (2P) | 30:23 | Daren O’Leary 5 (P) Henry Paul 4 (2pd) Simon Amor 9 (3K) Tom Beim 5 (P) | Headingley Rugby Stadium, Headingley Widzów: 6088 Sędzia: Tony Spreadbury |
| 4 maja 200314:30 | Terry Fanolua                                                                              | 30:23 |                                                                         | Headingley Rugby Stadium, Headingley Widzów: 6088 Sędzia: Tony Spreadbury |

| 4 maja 200315:00 | Bristol Shoguns                                                        | 30:20 | Bath                                                          | Ashton Gate, Bristol Widzów: 20793 Sędzia: Ashley Rowden |
| 4 maja 200315:00 | Daryl Gibson 5 (P) Felipe Contepomi 10 (2P) Shane Drahm 15 (3pd dg 2K) | 30:20 | Gavin Thomas 5 (P) Kevin Maggs 5 (P) Olly Barkley 10 (2pd 2K) | Ashton Gate, Bristol Widzów: 20793 Sędzia: Ashley Rowden |

| 4 maja 200315:00 | Newcastle Falcons                                                    | 26:22 | Saracens                                                                    | Kingston Park, Newcastle upon Tyne Widzów: 9127 Sędzia: Chris White |
| 4 maja 200315:00 | Jamie Noon 5 (P) Jonny Wilkinson 11 (P 3pd) Michael Stephenson 5 (P) | 26:22 | Andy Goode 7 (2pd K) Mike Storey 5 (P) Robbie Russell 5 (P) Tim Horan 5 (P) | Kingston Park, Newcastle upon Tyne Widzów: 9127 Sędzia: Chris White |
| 4 maja 200315:00 | Stuart Grimes                                                        | 26:22 |                                                                             | Kingston Park, Newcastle upon Tyne Widzów: 9127 Sędzia: Chris White |

| 10 maja 200315:00 | Bath                                                                          | 24:12 | Newcastle Falcons           | The Recreation Ground, Bath Widzów: 8200 Sędzia: Chris White |
| 10 maja 200315:00 | Iain Balshaw 5 (P) Nathan Thomas 5 (P) Olly Barkley 9 (3pd K) Tom Voyce 5 (P) | 24:12 | Jonny Wilkinson 12 (2dg 2K) | The Recreation Ground, Bath Widzów: 8200 Sędzia: Chris White |

| 10 maja 200315:00 | Gloucester                                                                                              | 31:13 | Leicester Tigers                               | Kingsholm Stadium, Gloucester Widzów: 11000 Sędzia: Roy Maybank |
| 10 maja 200315:00 | Andy Gomarsall 5 (P) Ludovic Mercier 11 (4pd K) Terry Fanolua 5 (P) Thinus Delport 5 (P) Tom Beim 5 (P) | 31:13 | Freddie Tuilagi 5 (P) Geordan Murphy 8 (pd 2K) | Kingsholm Stadium, Gloucester Widzów: 11000 Sędzia: Roy Maybank |

| 10 maja 200315:00 | London Irish | 41:21 | Bristol Shoguns                            | Madejski Stadium, Reading Widzów: 12696 Sędzia: Tony Spreadbury |
| 10 maja 200315:00 | Geoff Appleford 5 (P) Mark Mapletoft 16 (5pd 2K) Michael Horak 5 (P) Naka Drotske 5 (P) Paul Sackey 5 (P) Rob Hoadley 5 (P) | 41:21 | Craig Short 10 (2P) Shane Drahm 11 (pd 3K) | Madejski Stadium, Reading Widzów: 12696 Sędzia: Tony Spreadbury |

| 10 maja 200315:00 | London Wasps                                            | 21:25 | Harlequins                                                   | Adams Park, High Wycombe Widzów: 8747 Sędzia: Steve Leyshon |
| 10 maja 200315:00 | Alex King 11 (pd 3K) Craig Dowd 5 (P) Kenny Logan 5 (P) | 21:25 | Matt Powell 5 (P) Paul Burke 10 (2pd dg K) Ugo Monye 10 (2P) | Adams Park, High Wycombe Widzów: 8747 Sędzia: Steve Leyshon |
| 10 maja 200315:00 | Chris Bell                                              | 21:25 |                                                              | Adams Park, High Wycombe Widzów: 8747 Sędzia: Steve Leyshon |

| 10 maja 200315:00 | Northampton Saints                                                                                                  | 28:6 | Leeds Tykes               | Franklin’s Gardens, Northampton Widzów: 12500 Sędzia: David McHugh |
| 10 maja 200315:00 | Bruce Reihana 8 (pd 2K) Oriol Ripol Fortuny 5 (P) Paul Grayson 3 (dg) Peter Jorgensen 7 (P pd) Steve Thompson 5 (P) | 28:6 | Braam van Straaten 6 (2K) | Franklin’s Gardens, Northampton Widzów: 12500 Sędzia: David McHugh |
| 10 maja 200315:00 | Mark Regan | 28:6 |                           | Franklin’s Gardens, Northampton Widzów: 12500 Sędzia: David McHugh |

| 10 maja 200315:00 | Saracens | 34:19 | Sale Sharks                                                     | Vicarage Road, Watford Widzów: 6211 Sędzia: Ashley Rowden |
| 10 maja 200315:00 | Abdelatif Benazzi 5 (P) Andy Goode 11 (4pd K) Darragh O’Mahony 5 (P) Joe Ross 5 (P) Richard Haughton 5 (P) Tim Horan 3 (dg) | 34:19 | Dean Schofield 5 (P) Jason Robinson 10 (2P) Nick Walshe 4 (2pd) | Vicarage Road, Watford Widzów: 6211 Sędzia: Ashley Rowden |

## Faza pucharowa
|  |                    |                    |           |            |            |              |              |       |
|  | Półfinały          | Półfinały          | Półfinały |            |            | Finał        | Finał        | Finał |
|  | Półfinały          | Półfinały          | Półfinały |            |            | Finał        | Finał        | Finał |
|  |                    |                    |           |            |            |              |              |       |
|  |                    |                    |           |            |            |              |              |       |
|  |                    |                    |           | Gloucester | Gloucester | 3            |              |       |
|  |                    |                    |           | Gloucester | Gloucester | 3            |              |       |
|  | London Wasps       | London Wasps       | 19        |            |            | London Wasps | London Wasps | 39    |
|  | London Wasps       | London Wasps       | 19        |            |            | London Wasps | London Wasps | 39    |
|  | Northampton Saints | Northampton Saints | 10        |            |            |              |              |       |
|  | Northampton Saints | Northampton Saints | 10        |            |            |              |              |       |

| 17 maja 200318:00 | London Wasps                                | 19:10 | Northampton Saints                     | Adams Park, High Wycombe Widzów: 7398 Sędzia: Chris White |
| 17 maja 200318:00 | Alex King 14 (pd dg 3K) Fraser Waters 5 (P) | 19:10 | Ben Cohen 5 (P) Bruce Reihana 5 (pd K) | Adams Park, High Wycombe Widzów: 7398 Sędzia: Chris White |
| 17 maja 200318:00 | Mattie Stewart                              | 19:10 |                                        | Adams Park, High Wycombe Widzów: 7398 Sędzia: Chris White |

| 31 maja 200315:30 | Gloucester            | 3:39 | London Wasps                                                   | Twickenham Stadium Londyn Widzów: 42000 Sędzia: Tony Spreadbury |
| 31 maja 200315:30 | Ludovic Mercier 3 (K) | 3:39 | Alex King 24 (3pd dg 5K) Joe Worsley 5 (P) Josh Lewsey 10 (2P) | Twickenham Stadium Londyn Widzów: 42000 Sędzia: Tony Spreadbury |
| 31 maja 200315:30 | Andy Gomarsall        | 3:39 |                                                                | Twickenham Stadium Londyn Widzów: 42000 Sędzia: Tony Spreadbury |